# Langue des signes égyptienne
La langue des signes égyptienne, est la langue des signes utilisée par les personnes sourdes et leurs proches en Égypte.